# Pont de Saint-Savin
Le pont de Saint-Savin est un pont médiéval protégé au titre des monuments historiques, situé à la limite des communes de Saint-Savin et Saint-Germain dans le département français de la Vienne, et qui franchit la Gartempe.

## Histoire
Le pont est érigé au XIIIe siècle sur la route reliant Poitiers et Bourges par les moines de Saint-Savin. 
Il est secondé en 1852 par la construction d'un nouveau pont à proximité.
Il est classé au titre des monuments historiques par arrêté du 20 août 1896.

## Description
Le pont a les caractéristiques typiques du XIIIe siècle et est l'un des mieux conservés.
D'une longueur totale de plus de 100 mètres, il est composé de 6 travées en arc d'ogive, sauf la travée centrale en arc arrondi. La portée de chaque travée est respectivement de 8,58 m - 8,59 m - 10,36 m - 8,90 m - 8,84 m et 5,75 m. Pont routier, la largeur de la voie est de 3 mètres. Les piles arrondies supportent des refuges pour piétons.

## Galerie

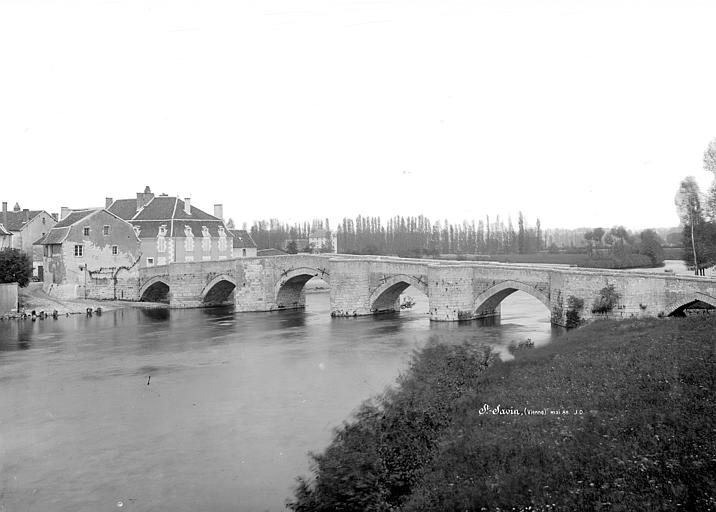
Le pont en 1912
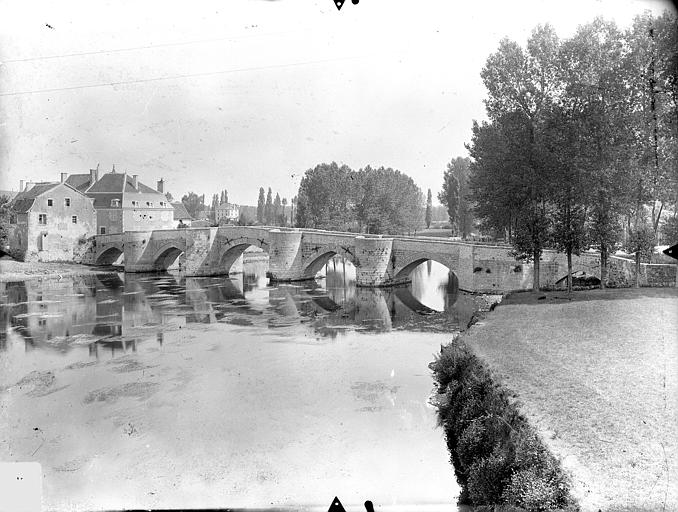
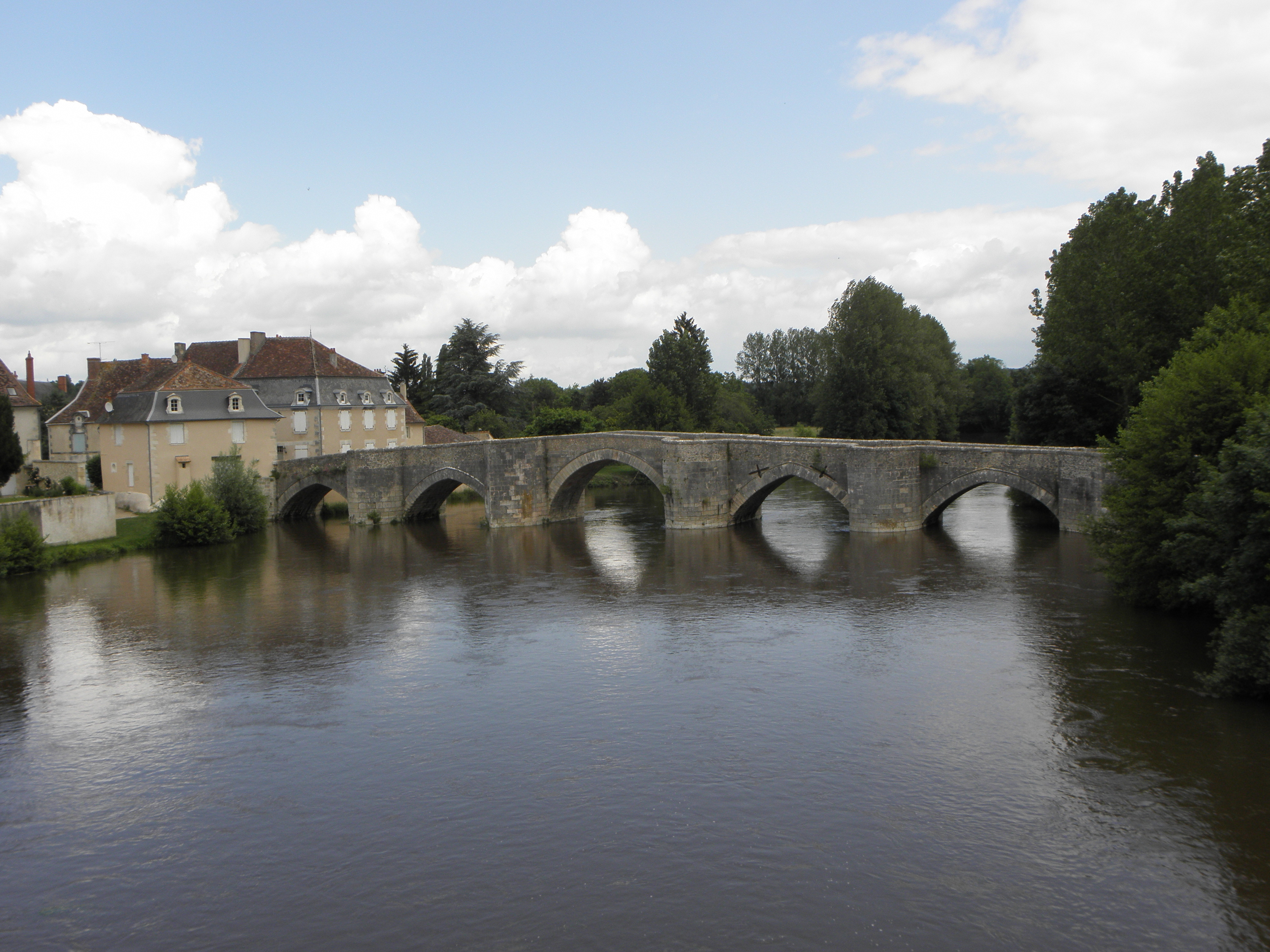
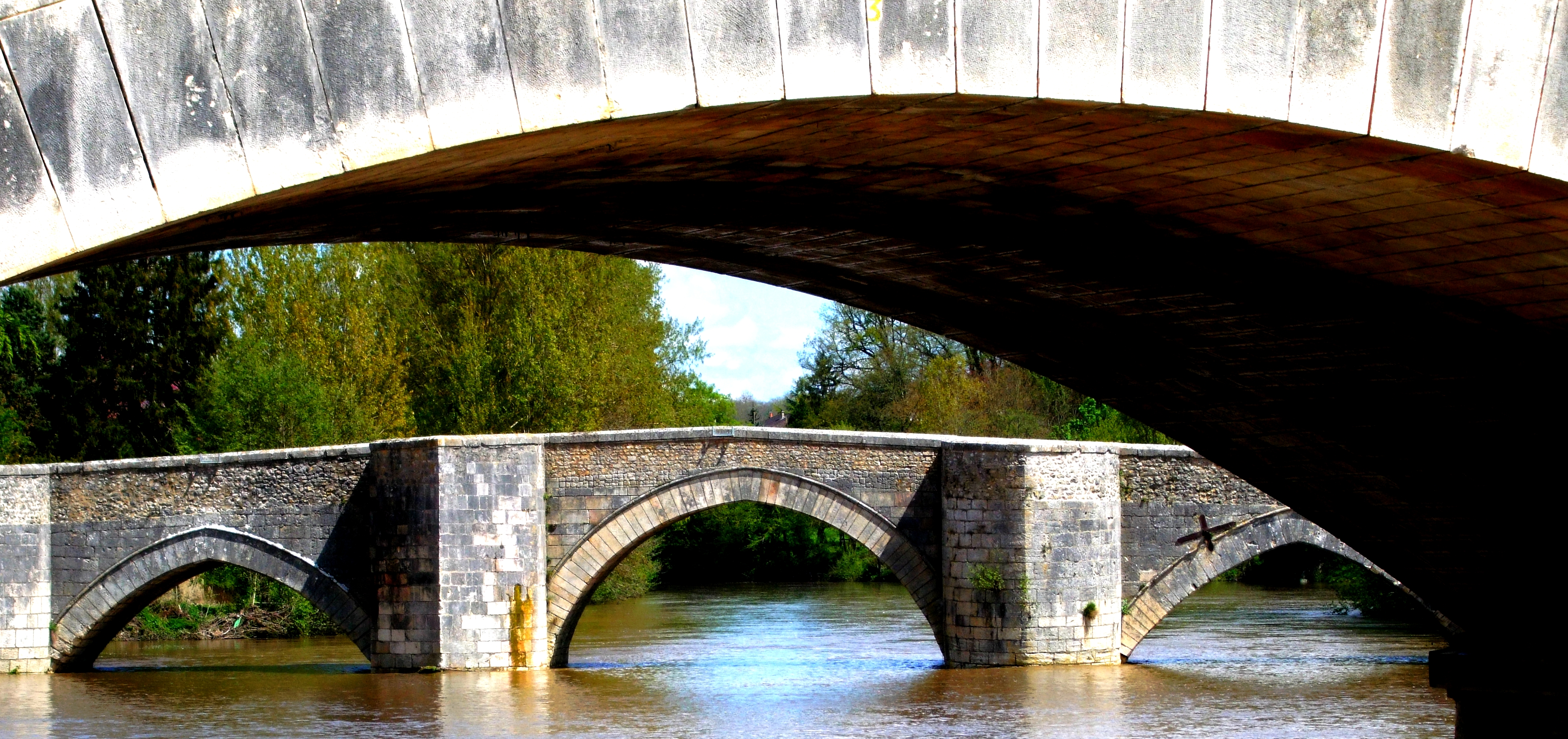